# Ruleta del refugiado
La expresión Ruleta del refugiado alude a la arbitrariedad del proceso de determinación de la condición de refugiado o, como es conocido en los Estados Unidos de América, adjudicación de asilo. Reciente investigaciones suguieren que al menos en los Estados Unidos y en Canadá, el resultado de las determinaciones de asilo depende en gran parte de la identidad del juez en particular a la que una solicitud es asignada al azar, y que las desigualdades que se derivan de esto en las tasas de concesión de asilo son problemáticas. Por otro lado, algunos comentaristas afirman que una buena parte de la disparidad es inevitable y que los refugiados y sus defensores deben "aprender a vivir" con "la justicia desigual.” Otros informan que la cantidad de diferencia disminuyó después de 2008.
El estudio original que acuñó el término "ruleta de refugiados", presenta un análisis empírico de la toma de decisiones en los cuatro niveles del proceso de asilo, a saber, la oficina de asilo del Departamento de Seguridad Nacional, los tribunales de inmigración del Departamento de Justicia, la Junta de Apelaciones de Inmigración, y las Cortes de Apelaciones de Estados Unidos, entre 2000 y 2004. Los autores sostienen que sus hallazgos revelan un nivel inaceptable de las disparidades en las tasas de donación, señalando que los árbitros del asilo estudiaron un gran número de casos de un mismo país en el mismo lugar en el mismo período de tiempo. El estudio concluye con recomendaciones para reformar el sistema de adjudicación de la inmigración. En un estudio de 2008 del tribunal de inmigración sobre la toma de decisiones entre 1994 y 2007, la Oficina de Responsabilidad Gubernamental de los Estados Unidos encontró que "la probabilidad de obtener asilo variaba considerablemente entre y dentro de los [tribunales de inmigración estudiados]."
Los resultados del estudio original "La ruleta de refugiados" fueron publicados en la primera plana del New York Times el 31 de mayo de 2007. El estudio también apareció en la revista mensual The Atlantic Monthly y en otro medios, incluyendo el Atlanta Journal-Constitution, El The Christian Science Monitor, El Dallas Morning News, y el Miami Herald. El estudio ha sido citado por numerosos académicos prominentes legales, entre ellos el profesor David Cole, de la Georgetown University Law Center, Prof. Judith Resnik de la Yale Law School, y el Profesor Cass Sunstein de la Harvard Law School. También se discutió en una decisión de la Corte de Apelaciones del Cuarto Circuito. El estudio ha sido citado por la comisión de inmigración de la American Bar Association y la Fundación Appleseed, entre otras organizaciones. Un estudio similar del sistema de adjudicación de asilo canadiense se publicó posteriormente.